# Misterio de Obanos

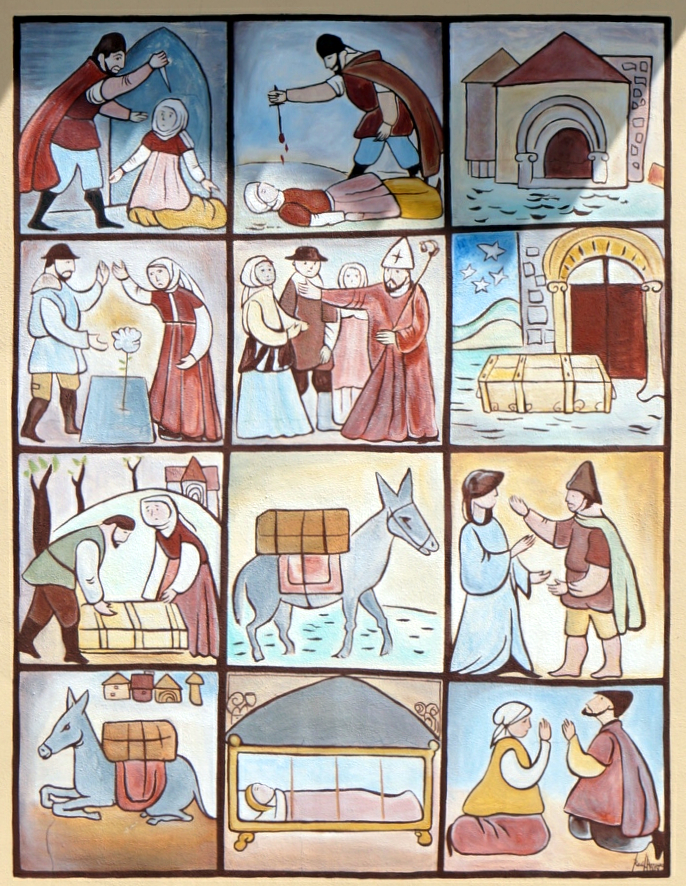
Detalle de la fachada de la Sede de la Fundación Misterio de Obanos (Navarra)

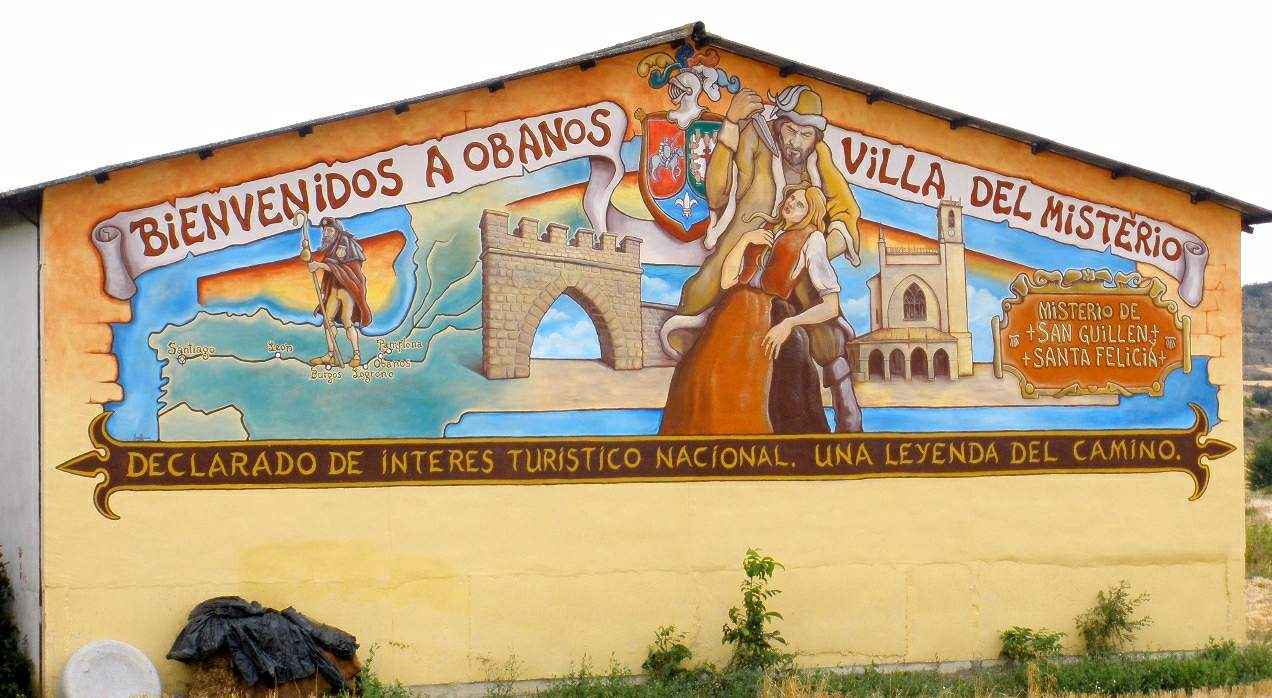
Mural de bienvenida a la villa de Obanos señalando su vinculación con el misterio

El Misterio de Obanos (conocido también como Misterio de San Guillén y Santa Felicia), es una representación teatral de gran formato realizada al aire libre, que se escenificó en Obanos (Navarra, España) entre los años 1965 y 2008 (en varias épocas), y que actualmente está organizada por la Fundación Misterio de Obanos. Se estrenó en el verano de 1965, promovida por el sacerdote obanés Santos Beguiristáin Eguílaz, basándose en la versión local de una leyenda de carácter religioso (la de San Guillén y Santa Felicia) enmarcada en el Camino de Santiago, con cierto parecido estilístico a los antiguos auto sacramentales. El escenario de la representación es la Plaza de los Fueros de la localidad, de la que la parte central e izquierda de su marco arquitectónico (el arco y el antiguo Mesón), se erigieron ex profeso, en los primeros años de la representación, para servir de decorado perenne. En las representaciones participan entre 300 y 400 figurantes, siendo, la gran mayoría, vecinos de esta localidad, mientras que actores y actrices profesionales o amateurs se unen al nutrido elenco dando vida a los personajes principales de la obra. A ellos se añaden jinetes, danzaris y otros especialistas diversos. Todo ello se complementa y engrandece con luminotecnia y sonidos, caballerías, carros, antorchas, zancos, malabares, fuegos artificiales, efectos especiales, etc.
El Misterio de Obanos fue declarado Fiesta de Interés Turístico Nacional en 2001 por parte de la Secretaría de Estado de Comercio y Turismo de España. En 1965 también recibió el Premio Extraordinario "Misterio de Elche" por parte del Ministerio de Información y Turismo. La edición de 1993 formó parte de los Festivales de Navarra.
Uno de los mayores atractivos de la obra son los más de 1100 trajes de época (imitaciones de vestimentas medievales sacadas, en algunos casos, de cuadros de los Museos Vaticanos y de otros lugares), diseñados por los artistas Pedro Lozano de Sotés y Francis Bartolozzi y confeccionados en su gran mayoría en los primeros años de la primera época por la costurera obanesa Clara Vélaz (1908-).
La vistosa pieza teatral se estrenó en 1965 con el nombre de "Misterio de San Guillén y Santa Felicia" y el subtítulo de Retablo escénico del Camino de Santiago, cuya autoría literaria se le atribuye al escritor pamplonés Manuel Iribarren Paternain siguiendo el guion creado por el sacerdote 'Santos Beguiristáin Eguilaz' (1908-1994). Este hombre, con base en la historia legendaria de la princesa Felicia de Aquitania y su peregrinación a Santiago, elaboró inicialmente en unas cuartillas en 1962 un pieza teatral para ser declamadas por niños en una fiesta popular, y que tituló "Misterio del martirio de Santa Felicia y la penitencia de San Guillén". Aquella lectura tuvo tan buena acogida por parte de los vecinos de Obanos, que se animó a encargar la redacción del guion de una versión teatral completa. Dicho texto o libreto y sus diversas adaptaciones, cambios y añadidos que tuvo sucesivamente durante la primera época de representaciones (1965-1977). Posteriormente Alfonso Ventura Vázquez (natural de Ochagavía) revisaría y mejoraría el texto en varios apartados. La adaptación musical corrió a cargo del maestro Luis Morondo (natural de la vecina localidad de Puente la Reina).

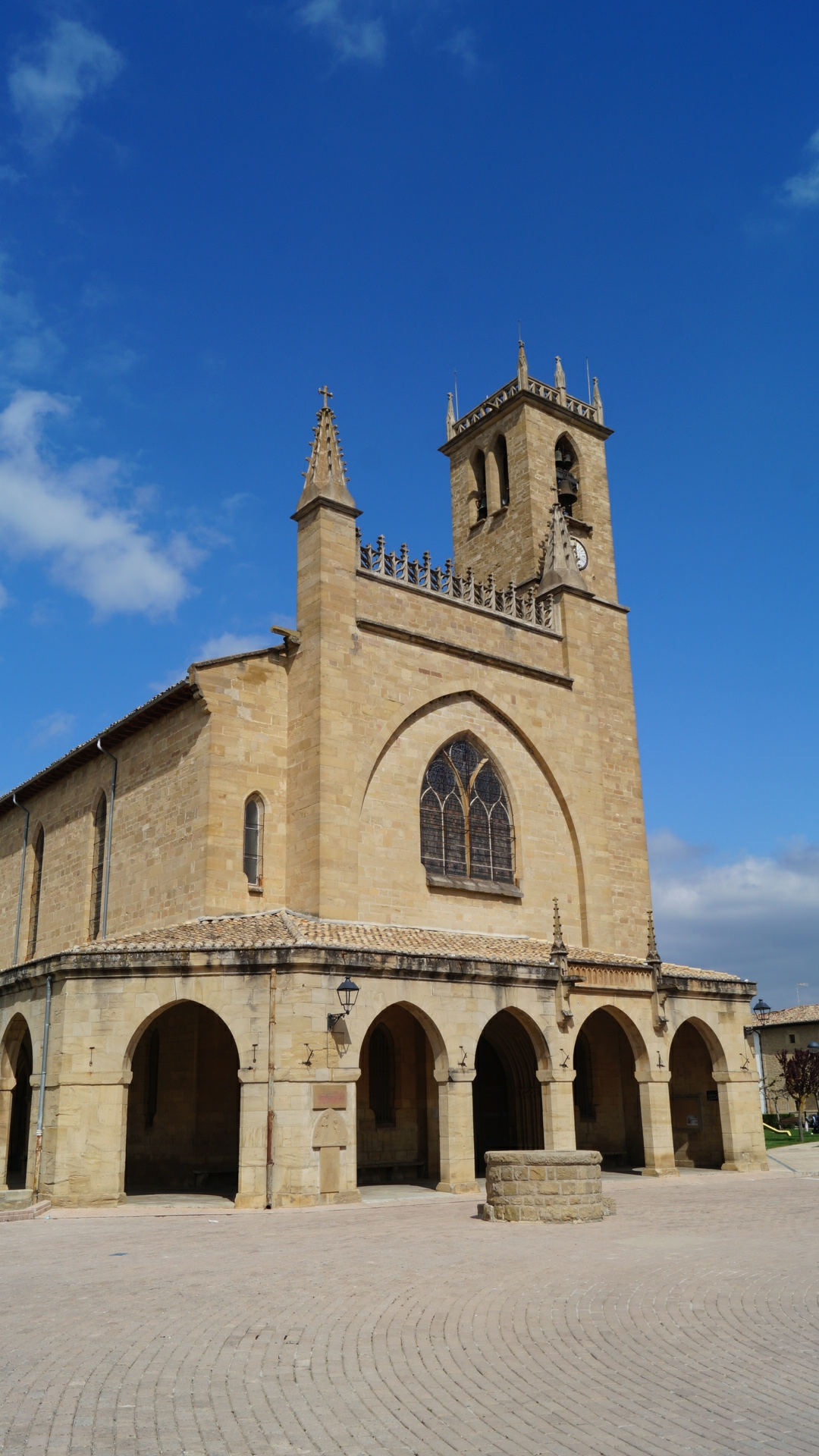
Iglesia de San Juan Bautista, uno de los laterales arquitectónicos de la plaza que sirve de escenario de la representación.

Desde 1965 hasta 1977 las representaciones tuvieron una periodicidad anual y se celebraban a mitad de agosto, suspendiéndose durante los 15 años siguientes, hasta que se recuperó en 1993 (en el marco de los Festivales de Navarra). Después no se volvió a representar hasta los años 1999 y 2000 (cuando se puso en escena esos dos años seguidos). En este último se tomó la decisión de que la representación fuese bienal, habiéndose celebrado representaciones en 2002, 2004, 2006 y 2008. La siguiente edición estaba prevista para 2010, coincidiendo con el Año Jacobeo, pero no se llegó a hacer (debido a la crisis económica). Esta decisión de celebrar el Misterio cada dos años vino dada porque se consideró que ponerlo en marcha anualmente exigía mucho esfuerzo y, por otra parte, celebrarlo cada tres o más años podía ser un tiempo excesivo para que los actores recordasen sus papeles, etc. No obstante, tras la edición de 2008, el Misterio no se volvió a representar. Sólo hubo dos versiones reducidas dentro de la iglesia, en 2012 y 2020, pero no el Misterio completo de gran formato en la plaza.
En sus últimas ediciones (1999-2008) constaba de ocho días sucesivos de puesta en escena (de sábado a sábado, en la semana del día de Santiago, 25 de julio), con una duración aproximada de dos horas. Hasta 2008 se habían celebrado un total de 20 ediciones (en 20 años). En 2022 y 2024 hubo sendos intentos de recuperar la obra pero no fructificaron.
El 14 de septiembre de 2024 la Hermandad de Ermitaños de Arnotegui, asociación que es miembro del Patronato de la Fundación Misterio de Obanos y electora del presidente de la misma, eligió a Mikel Pagola Erviti como nuevo presidente de la Fundación (nombramiento pendiente de aprobación por parte del Patronato), sucediendo a Arantxa Hernández Lacalle quien, en su calidad de alcaldesa de Obanos, ejerció la presidencia accidental tras el repentino fallecimiento de Juan Manuel Rubio Guembe en enero de 2024. Más abajo puede consultarse un cuadro de presidentes de la Fundación (o cargos análogos). Pagola expresó su proyecto de recuperar la obra con una renovación y modernización estética de la misma pero manteniendo en la medida de lo posible el texto original, reorganizando y completando el guion para darle otro orden y metiendo estampas nuevas (como la llegada a Santiago, el paso de Felicia por Obanos, etc.), y dándole a la representación un mayor peso escenográfico y más espectacularidad. Su intención sería ponerla en marcha en 2027 (año jacobeo) y 2030 y proponiendo, para lo sucesivo, el establecer una periodicidad quinquenal, en los años 0 y 5 (es decir: 2030, 2035, 2040, 2045, etc.) para que haya una mejor identificación de los futuros años de representación.

## Historia

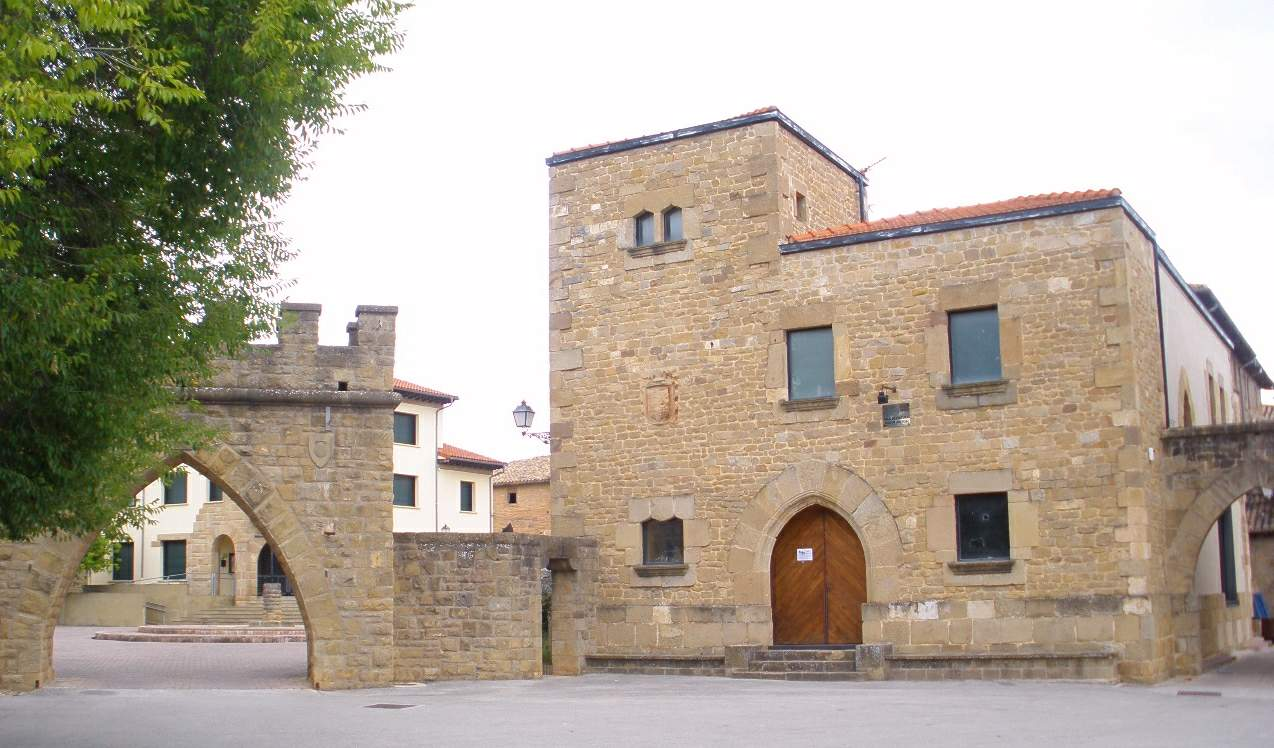
Vista trasera del arco de la Plaza de los Fueros, que representa la unión de los caminos del Camino en dirección a Santiago en las representaciones, así como la fachada del antiguo Mesón (cuya fachada lateral, no vista aquí, cierra el escenario).

En 1962 el sacerdote Santos Beguiristáin Eguílaz escribió un primer texto con el nombre de "Del martirio de Santa Felicia y la penitencia de San Guillén", que fue leído el miércoles 25 de abril de 1962, víspera de la festividad de San Guillermo, por los niños de Obanos en la plaza de la localidad, a las diez de la noche "alrededor de la hoguera del santo". Las crónicas locales señalan que contó con una nutrida asistencia de vecinos, a los que se había aconsejado mediante bando acudir "cenados y sin prisa".
El éxito de esa primera representación popular llevó, en 1965, a la construcción de un texto, en versos alejandrinos, que recogía la leyenda medieval e incorporaba tradiciones y personajes del Camino de Santiago. Este es el que se considera el texto original del Misterio.
Ver, al final de esta página, el cuadro histórico de directores y actores principales desde 1965.

### Épocas
- Primera época (creación o inicio): 1965-1977.

A los primeros años de representaciones (1965-1977) se les conoce como "primera época" del Misterio, habiéndose celebrado 13 ediciones sucesivas alcanzando más de 100 representaciones en total (130 000 espectadores, aproximadamente). En aquel entonces el Misterio contaba con patrocinio de la Diputación Foral de Navarra y del Ministerio de Información y Turismo y se enmarcaba dentro de los Festivales de España. En aquel entonces el Misterio se representaba en agosto. En 1978 se previó la celebración del Misterio entre el 8 y el 15 de agosto (y se imprimieron carteles que así lo atestiguan), pero la inestable situación política de aquel año hizo que no se celebrase y que fuese el primero de 15 años de paréntesis (hasta 1993).
- Segunda época (recuperación): 1999-2008.

Abarca desde su recuperación, en 1993 (dentro de los Festivales de Navarra, gracias a la Institución Príncipe de Viana), hasta la actualidad, con 7 ediciones en total (contando la de 2008), sobrepasando el medio centenar de actuaciones. Desde 1999 la organización ha corrido a cargo de la Fundación Misterio de Obanos. En este segundo periodo las representaciones han sido siempre a finales de julio (incluyendo, esporádicamente, algún día de primeros de agosto). En cuanto a su recuperación, la edición de 1993, inserta en los Festivales de Navarra, fue más bien una excepción más que el comienzo de esta segunda época. El verdadero resurgir del Misterio comenzaría en 1999 cuando el pueblo de Obanos retomó su organización. La última representación de esta época fue en 2008. Aunque se pretendió que la representación fuera bianual, esta no llegó a existir. A pesar de ello los medios de comunicación han repetido, erróneamente, que el Misterio se representa cada dos años, cosa que no es cierta.
- ¿Tercera época? (modernización): ¿2027?

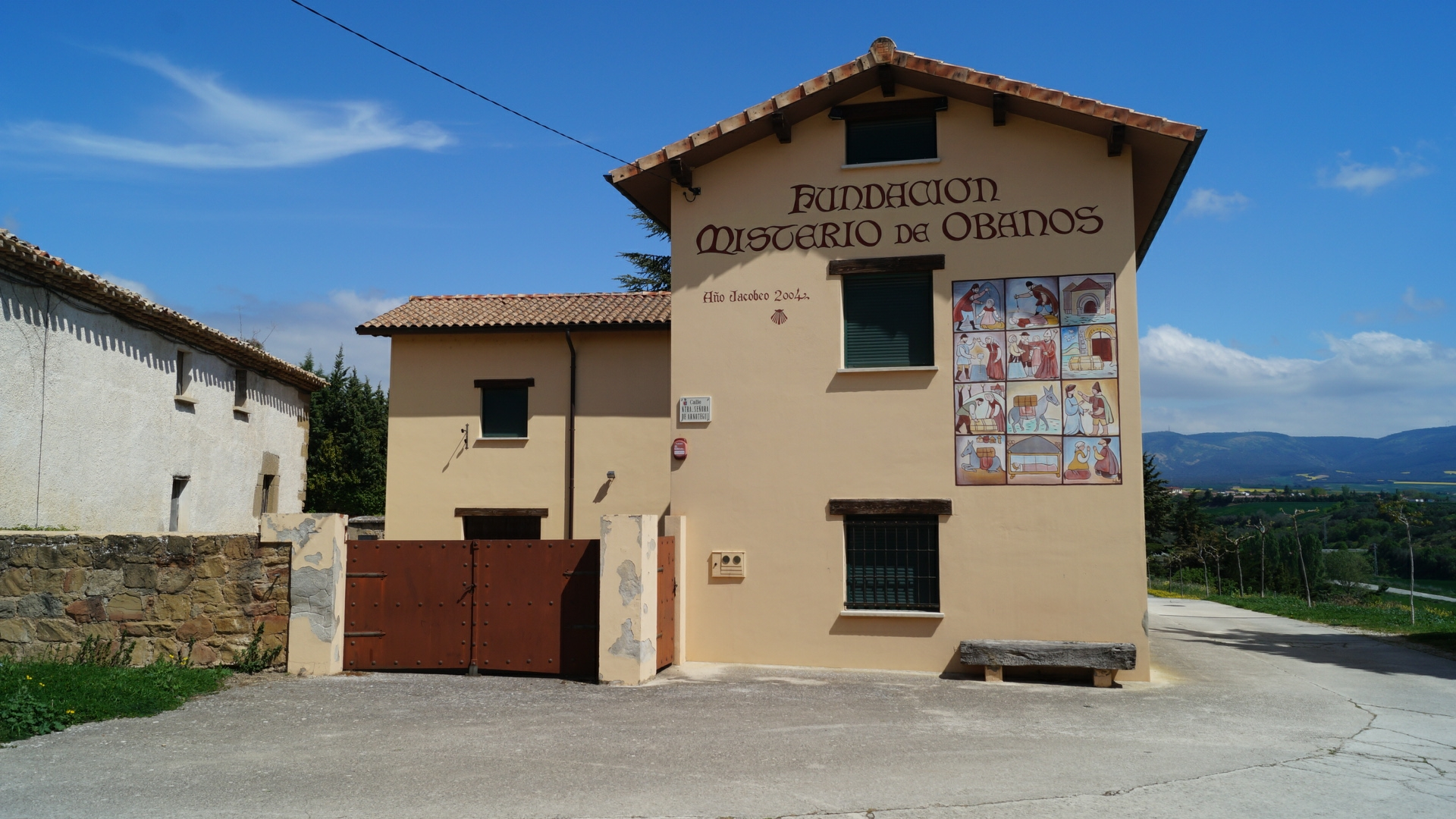
Sede de la Fundación Misterio de Obanos (Navarra)

En 2022 y 2024 hubo sendos intentos de volver a recuperar la obra, liderados por el entonces presidente de la Fundación Misterio de Obanos, Juan Manuel Rubio Guembe, pero no fructificaron. El nuevo presidente elegido en septiembre de 2024 por la Hermandad de Ermitaños de Arnotegui, manifestó su coincidencia en la tesis de la necesidad de la renovación de la obra pero, al contrario que en los intentos de 2022 y 2024, anunció que sus líneas de actuación serían:

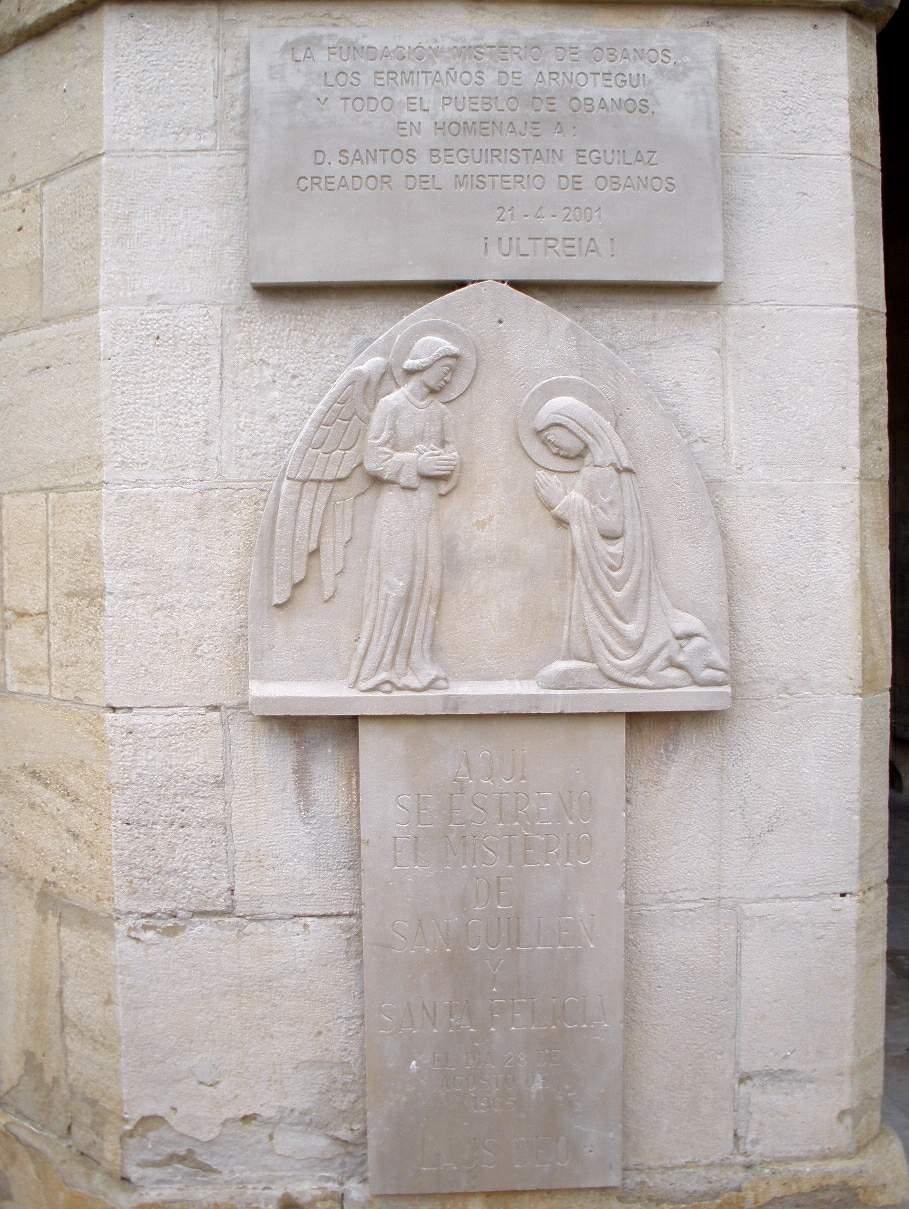
Placa conmemorativa de la primera celebración (28 de agosto de 1965) y de homenaje del pueblo de Obanos a su creador D. Santos Beguiristáin Eguílaz

1. Basar el texto del nuevo libreto, en la medida de lo posible, en todos los textos previos ya representados o escritos para el Misterio, en verso (pudiendo incluir prosa, quizá, únicamente para diálogos directos).
2. Reordenar y reconvertir el guion original para centrarlo, de forma cronológica y más evidente, en la leyenda de Guillén y de Felicia, introduciendo estampas nuevas (como la llegada a Santiago, etc.) para darle una mayor visibilidad y profundidad al personaje de Felicia, ahondando incluso en el trasfondo feminista subyacente en la obra: una mujer de la Edad Media que elige vivir su vida fuera de lo que los demás esperaban de ella, el derecho que tenía de hacerlo y las consecuencias, en este caso trágicas, de su elección.
3. Construir y completar el texto con las partes que sean necesarias para completar el nuevo guion, yendo a juego con el texto original, mediante la convocatoria de un concurso literario para tal fin (o forma análoga).
4. Dotar al Misterio de un montaje más espectacular, aparatoso y moderno, dadas las grandes dimensiones de la plaza en la que se representa, para atraer al público con creaciones de mayor riesgo e impacto escenográfico y visual.

Antes de ello, su línea de trabajo se centrará en iniciar reuniones y encuentros para conocer el sentir actual de la población de Obanos para con el Misterio, y conocer su opinión sobre este proyecto de renovación y sobre el futuro de la obra, incluyendo, en primera instancia, a quienes quieran manifestar sus dudas, reticencias u oposición a la recuperación del Misterio. También plantea involucrar a participar en la obra a otras poblaciones y vecinos/as del valle de Valdizarbe, para cohesionarlos en torno a este evento teatral con sede en Obanos. Pretende hacer una relectura de este gran evento teatral como hito cultural y social de gran formato.

### Fundación Misterio de Obanos
Se creó el 1 de noviembre de 1992 con el fin de incentivar y recuperar el Misterio de Obanos. Desde ese año hasta 1998 la presidencia de la Fundación estuvo en manos del Gobierno de Navarra. Desde 1998 en adelante el cargo lo eligiría la Hermandad de Ermitaños de Arnotegui. 
El Patronato de la Fundación lo forman los siguientes patronos:
- Gobierno de Navarra (Consejería de Cultura)
- Arzobispado de Pamplona
- Ayuntamiento de Obanos (que ostenta la vicepresidencia de la Fundación)
- Parroquia de San Juan Bautista de Obanos (que elige al secretario de la Fundación)
- Hermandad de Ermitaños de Arnotegui (electora del presidente/a* de la Fundación)
- Asociación de Amigos del Camino de Santiago de Navarra
- Asociación de Amigos del Camino de Santiago, de Estella
- Dos representantes del arte y la cultura navarras

En 2001 se incorporaron a la Fundación, en calidad de miembros honoríficos, representantes de las Comunidades que atraviesa el Camino de Santiago.
* Ver, al final de esta página, el cuadro histórico de presidentes de la Fundación Misterio de Obanos.

## Leyenda y guion
El Misterio de Obanos es un retablo escénico del Camino de Santiago, ambientado en la Edad Media y centrado (en su segunda mitad), en una leyenda medieval (la de San Guillén y Santa Felicia), que había llegado a la época actual gracias a la tradición oral. El Misterio se inicia con la narración del descubrimiento de la tumba del apóstol Santiago en el año 813, escenificando supuestas peregrinaciones a Compostela y diálogos de varios personajes ficticios e históricos, así como su regreso.

No es un año ni un siglo lo que queremos evocar, sino el "Camino" y sus glorias; franja de estrellas que cruza más de cuatro centurias.
Santos Beguiristáin Eguílaz, Misterio de San Guillén y Santa Felicia, prólogo (1964)

Se describe la peregrinación de la princesa Felicia de Aquitania (Francia). Al igual que su leyenda, el guion relata que ésta, a su vuelta, decidió renunciar a su vida palaciega y no volvió a la corte, quedándose anónimamente como sirvienta, entregando de esta forma su vida a Dios, en el señorío de Amocáin (en el valle de Egües, Navarra), actualmente abandonado. Su hermano Guillén (Guillermo), al ver que no regresó, salió en su búsqueda hasta que la encontró. No pudo soportar que Felicia, renegando de su alcurnia, no atendiese a sus razones y, en un ataque de ira, la mató antes que permitir que siguiese viviendo como una vulgar campesina. Basándose en la leyenda, en el Misterio se dice que Guillén "...al no poder reducirla / le atravesó el pecho intacto / con una daga moruna / de puño damasquinado".
A partir de aquí hay dos historias paralelas:
1. Guillén, tras el fratricidio, asesorado por un monje, también va a Compostela, arrepentido. A su vuelta encuentra consuelo a su pecado entregando su vida a Dios como ermitaño en la ermita de Arnotegui (Nuestra Señora de Arnotegui, Obanos, Navarra). Allí vivió hasta su muerte entregado a la meditación y a la atención de peregrinos. Según la tradición popular Guillén fue martirizado en la subida del camino que lleva a la ermita de Arnotegui, existiendo, en dicho sitio, una lápida que así lo indica. Todavía hoy se conservan varios huesos que se le atribuyen. Entre ellos destaca un cráneo que, revestido de plata, se utiliza para bendecir vino en una fiesta religiosa anual. Antiguamente el vino tocaba el propio cráneo pero a finales del siglo XX se protegió para que no tuvieran contacto aún atravesándolo.
2. Felicia, tenida por mártir, fue enterrada por los señores de Amocáin en la iglesia del lugar. Una mañana vieron que en su sepultura había florecido un clavel blanco y, según cuenta la leyenda, se comprobó que "...el clavel nacía / fragante, esbelto y lozano, / de la herida, fresca aún / su misterio descifrando". Entendiendo esto como un milagro, destaparon la tumba y, siguiendo las indicaciones del obispo, pasaron su cuerpo al interior de un arca de roble. Una noche el arca desapareció de la iglesia y fue encontrada en el campo. Intentaron devolverla a su sitio pero no pudieron moverla puesto que se volvió muy pesada. El obispo determinó entonces que se pusiera sobre una mula y que ésta decidiese, guiada por Dios, el lugar en el que debía descansar el cuerpo. Tras esta orden el arca volvió a hacerse ligera. El animal recorrió el trayecto desde Amocáin hasta Labiano (Navarra), cayendo exhausto ante la iglesia de San Pablo. Todavía hoy allí se conserva el cuerpo atribuido a Felicia, al parecer incorrupto. Es venerado como el de una santa (que al igual que su hermano está sin canonizar). Según la tradición, si se pasa un pañuelo sobre su ataúd este prevendrá o curará los males de garganta.

El Misterio de Obanos se centra principalmente en la conversión de Guillén (de pecador-asesino a ermitaño-santo), y él es el personaje sobre el que descansa principalmente la segunda mitad de la obra, acompañado del personaje del Anciano (un cura) que le incita a viajar a Compostela, arrepentirse y perdonarse a sí mismo para encontrar el perdón de Dios a través de la entrega de su vida en la ermita de la Virgen de Arnotegui. 
La historia paralela segunda (la de Felicia una vez muerta), se cuenta en el Misterio de forma secundaria por medio de un ciego y su lazarilla que narran la leyenda al pueblo de Obanos durante una romería.

### Personajes de la obra
Además de los tres actores principales (Felicia y Guillén de Aquitania, y el Anciano que colabora en la conversión de él), en el guion original estrenado en 1965 (que es el usado como base en todas las representaciones), existen los siguientes personajes principales con voz/texto:
- Los Cronistas: el Monje, la Dama (que representa a la Iglesia), y el Guerrero. En adaptaciones posteriores del guion primigenio, parte del texto de los cronistas corresponde a una pareja de juglares, el Juglar y la Juglaresa, que actúan también como narradores moviéndose por la plaza (en contraposición y como complemento a la actuación tradicionalmente estática de los Cronistas, habitualmente situados sobre el arco).
- Dos Caballeros (1.º -Roncesvalles- y 2.º -Somport-), y el Criado del primero y el Servidor del segundo. Más modernamente se les dio voz en su escena a dos damas, acompañantes de cada uno de los dos caballeros, quitándoles texto a ellos.
- El Heraldo (del Conde Ulrico de Alemania). Más modernamente se añadió en su escena un Caballero roncalés y una Acompañante.
- Ella y Él (los adúlteros) o también llamados "el enamorado" y "la enamorada".
- El Sustituto y el Enviado
- San Francisco de Asís y Fray León.
- La Juglaresa (o "señora del carromato") y el Ciego que la acompaña (que narran la historia de Felicia y Guillén, en la romería).

Cuando se representa la escena de la Corte de Aquitania (añadida al texto original y anacrónica con respecto al guion pero común en las representaciones actuales), aparecen estos personajes:
- El Duque y la Duquesa de Aquitania (padres de Guillén y Felicia).
- El Prometido (en esponsales con Felicia).
- El Obispo.

Otros personajes menores tienen también papeles cortos, algunos de una sola frase. La gran mayoría de ellos son papeles añadidos posteriormente al texto original con el fin de darle más participación y/o colorido a la obra. Estos son:
- Dos Mozas y dos Mozos durante la romería final (que ya aparecían en el texto original)
- Peregrinos contemporáneos (hasta cinco jóvenes, tres chicas y dos chicos, y dos mayores). En su escena -que se añadió al comienzo de la obra (por ejemplo en la edición de 2004)-, aparecen también dos Autoridades (representando a obaneses contemporáneos que les reciben).
- El Heraldo de Felicia y dos de sus Damas (que hablan a su regreso)
- Dos Mendigos y hasta cuatro Mujeres y un Hombre en la plaza (a la ida de Felicia a Compostela)
- Dos Caballeros de Guillén.
- Señores de Amocáin (él y ella)
- Hombre y Mujer de Amocáin, y el Cura de la villa (aunque en el texto original este último era el propio Anciano -personaje principal- que también atiende a Guillén a su regreso).
- Varios Infanzones de Obanos (que gritan el lema "Pro libertate Patria, gens libera estate").

Además de todos estos, el texto nombra o prevé los siguientes personajes que son representados en la obra (actuación sin voz):
- El obispo Teodomiro y el rey Alfonso el Casto.
- El gran duque de Borgoña o Ferrara, rey de Armenia, Raimundo de Tolosa y don Gotescalco -obispo del Puy-.
- Un monje cluniacense constructor (y sus dos mazoneros).
- El obispo de Patrás, San Simeón, San Guillermo de Vercelli, San Teobaldo y Santa Paulina.

También aparecen los siguientes personajes genéricos:
- Peregrinos, mercaderes, monjes, un juglar, doncellas, penitentes, caballeros armados, danzantes, personas del pueblo, etc.
- Un tullido (que regresa de Compostela milagrosamente sanado).

### Estampas y escenas
La obra, según el guion original, está dividida en tres estampas y una transición, y solía representarse en dos actos. Ha sido habitual que, tras la muerte de Felicia, se hiciera un descanso de varios minutos (en los que el público podía abandonar las gradas), si bien en 2008 esto no se hizo, representándose todo el Misterio en un solo acto, sin receso. 
A continuación se relacionan las estampas y sus respectivas escenas, con los versos que las inician e indicando "añadida" (al final) en las que no figuraban en el guion primigenio (el de 1965):
- Primera estampa: El camino Jacobeo (desde el comienzo hasta la ida de Felicia a Compostela).

Escenas:
Escena inicial con peregrinos actuales (añadida)
Invocación a la Virgen de Arnotegui (niños con farolillos): "Virgen Santa de Arnotegui, lucero de Valdizarbe, paloma que en tu amplio vuelo..." (añadida)
Descubrimiento de la tumba de Santiago (813 d. C.): "Fue un mensaje del Cielo en idioma de estrellas, fue un concierto de luces y músicas angélicas...".
Caballeros montados (con servidor y criado): "¡Paso libre a mi señor! / ¡A mi señor, paso franco! / Mi señor va a Compostela..."
Moros llevándose niños: "El moro señoreaba caminos y poblados, forzaban su rescate los guerreros cristianos...".
El Conde Ulrico de Alemania y el caballero roncalés: "El Conde Ulrico de Alemania, senescal y valiente entre los bravos, por tierra y mar proclama su fe de peregrino de Santiago...".
Los penitentes: "Y entre los caballeros, el doliente retablo de los que con la pena reparan su pecado. Son muchos y proceden de muy distintas tierras...".
Ella y él (adúlteros/enamorados) - El carro de la Inquisición: "¿Cuándo llegamos, amor? / ¿Amor, cuando llegaremos? / El mal amor que nos une me mata y da vida a un tiempo...".
Sustituto y Enviado: "Yo voy en sustitución de mi poderoso amo, peregrino de alquiler, con gusto de dueño cambio, páganme buenos dineros y con sus miserias cargo...".
Carro de la Alegría (este nombre propio no venía en el texto original, pero sí la escena): "A oídos de las donas sonó por vez primera la trova provenzal...".
Ducado de Aquitania: "Cese la danza. Escuchad mis deudos y mi nobleza, explicación quiero daros del motivo de esta fiesta. Aquí tenéis a Felicia..." (añadida).
El paso de los siglos: "...el barroco opulento, las luces y las sombras de técnicas e inventos... Todos pasaron..." (añadida).
Obispo de Patrás y otros insignes peregrinos: "Entre la muchedumbre, borroso, inadvertido, pasó como una sombra un hombre, un viejo bíblico. Caminaba despacio...".
San Francisco de Asís: "...una gloriosa tarde, sin ocaso posible, Francisco el inefable, con su tosco sayal y sus frailes menores, con su gracia seráfica...".
Peregrinación de Felicia de Aquitania: "Un día memorable, un venturoso día, lo recorrió, gozosa, la princesa Felicia de Aquitania, radiante de luz y de belleza...".
- Segunda estampa: desde el comienzo del regreso de los distintos personajes y peregrinos hasta el regreso de las damas y el cortejo de Felicia (sin ella).

Escenas:
Regreso de peregrinos: "Si el camino a Santiago es ruta de esperanza, su regreso es pregón del triunfo de la gracia. Fervores acrecidos en rostros sonrientes...".
Regreso de los Caballeros: "Común fue nuestra emoción, comunes fatiga y riesgos, común la santa alegría de llegar...".
Regreso del Sustituido y del Enviado: "Tenéis risueño el semblante. Para mí es indicio claro de que en vuestras peticiones os fue propicio Santiago...".
Regreso de San Francisco: "Regresar al propio nido es para el alma viajera volver a hallarse a sí misma...".
Regreso del cortejo de Felicia (sin Felicia): "El camino que, un día, vio el cortejo de una futura reina, jamás vio su regreso. Perdiose para el mundo la princesa Felicia...".
- Transición: el drama (escena del Señorío de Amocáin [y Felicia trabajando en él, entregada], y escena en que su hermano la descubre y la mata).

Escenas:
Señorío de Amocáin: "En un lugar de Navarra que tiene Amocáin por nombre, pequeño entre los pequeños, con paz de surco y de monte...".
Entrada de Guillén y fratricidio: "¡Que no quede un ricón sin registrar! Si es preciso allanaremos moradas, asaltaremos castillos, violentaremos consignas...".
Tras la muerte de Felicia: "¡Sangre!... ¡Mi sangre!... El furor me ha enloquecido. ¿Qué infernal trágico impulso ha hecho de mí un asesino. ¡Perdóname, pobre hermana!...".
Amocáin tras la muerte: "¿Es que no hay hombres aquí? ¿O no habéis sido testigos de la mayor canallada que humanos ojos han visto? ¡Justicia...!" (añadida).
Tormenta (Guillén llegando a un convento): "Abrid, o tendremos que esperar a que contesten los muertos..." (añadida).
- Tercera estampa: la devoción popular (desde la romería de Arnotegui hasta el final de la obra).

Escenas:
Romería en Arnotegui: "Toda la ruta insigne que llevaba a Santiago discurría entre múltiples y señeros santuarios en honor a María, faro de peregrinos...".
Ciego y lazarilla recitando la leyenda: "Hijos de Dios en la tierra, peregrinos de Santiago, buenas gentes del lugar, oid el triste relato de la criminosa muerte...".
Guillén y el Anciano: "¡Ay de mí, vil asesino! ¡ Ay de mí, monstruo nefando! ¡Soy yo quien mató a Felicia y aún tiene vida mi brazo! El puñal que hundí en su pecho...".
Procesión: "¿Quién, pues, se apiada de mí? ¿Quién así me ha transmutado? ... ¡Has sido tú Virgen Madre!!Limpias contemplo mis manos!".
Final con niños con farolillos y voces en off que terminan con "...para vivir dichosa, ignorada y oculta, como perla en sus nácares, ¡para no morir nunca!" (añadido).
Fuegos artificiales y volteo de campanas (originalmente parece que estaban integrados en la obra como representación de la Gloria por la conversión de Guillén).

## Puesta en escena
El público asiste al Misterio desde dos grupos de gradas montadas ex profeso en los laterales de la plaza, quedando un escenario cuasi isabelino. Los personajes y caballerías entran a escena desde túneles o pasos que quedan bajo cada uno de los dos graderíos, simulando de esta forma que llegaran desde los caminos de Somport y Roncesvalles. De esta forma la plaza simula ser el encuentro de ambas vías que se convertirían aquí en la ruta única del Camino de Santiago. Esto es porque, a pesar del histórico y popular litigio existente en este sentido con la vecina localidad de Puente la Reina, en Obanos se considera que los caminos se unen en su término municipal, entrando ya como uno solo a Puente la Reina. Este hecho de confluencia de caminos da mayor cuerpo y sentido a que la obra se represente en Obanos y a que parte del guion se centre en las historias de viajeros que recorrieron la ruta jacobea.
En los últimos años el aforo varía entre las 700 y 1100 localidades, todas sentadas. El público debe pagar entrada para acceder y los precios (en 2008) fueron de 18 € los adultos y 10 € los menores de 12 años (además de existir descuentos para grupos). Se estima que cada año de representación son 6000 las personas que asisten al Misterio.
La plaza, que sirve de escenario, se cubre de arena para tapar el actual adoquinado y su diseño escalonado central, antiguamente inexistente. En la primera época del Misterio no hacía falta hacer esto puesto que la plaza era llana y de terminación rústica. Y, además, existían gradas diseñadas y adaptadas para el lugar. Actualmente se dispone de gradas alquiladas que cumplen todas las normativas de seguridad y que garantizan una óptima visión del espectáculo desde cualquier ángulo.
El escenario tiene un total de seis lados (referidos abajo como a, b, c, d, e y f), que quedan enfrentados en tres pares. De esta forma toda la plaza queda rodeada y cerrada durante las representaciones, obligando a comprar entrada para asistir a la función. Existen tres bocas principales de salida a escena, que son las siguientes:
1. el arco (a), enfrentado con el Ayuntamiento (b)
2. el Camino de Roncesvalles (c, bajo el graderío norte), frente al Mesón (d)
3. el Camino de Somport (e, bajo el graderío este), frente a la iglesia (f)

Los actores, caballerías y carros, que entran por un camino, salen por otro y que en ocasiones deben volver a entrar desde el tercero, deben rodear las manzanas de edificios para llegar a su nuevo punto de salida a escena.
Los equipos, focos, altavoces, maquinarias y artificios pirotécnicos se sitúan en varios lugares:
- Iluminación: en el suelo ante la fachada del Mesón, tras y sobre el arco, en un lateral de los porches de la iglesia, dentro del atrio de la iglesia, dentro de la iglesia, en el balcón del Ayuntamiento y sobre ambos graderíos laterales (iluminación general y cañones de seguimiento de los personajes principales).
- Sonido: en las ventanas del mesón (tras los cañizos que tapan sus vanos abiertos) y en el atrio de la iglesia.
- Fuegos artificiales: en el jardín lateral entre el arco y la iglesia (en la parte trasera del escenario, alejados de las gradas del público). Otros efectos menores se sitúan en las fachadas del Mesón y sobre los arcos del atrio de la iglesia y, en ocasiones, en el crucero del centro de la plaza.

## Decorado arquitectónico
El Misterio de Obanos se representa en la Plaza de los Fueros de Obanos, en pleno corazón de esta localidad. En los primeros años del Misterio dicha plaza era conocida como Plaza Mayor. Este espacio urbano se prepara especialmente para las funciones con gradas, arena y decoración específica para darle un aire medieval. La obra teatral se enmarca perfectamente en las fachadas que cierran la plaza semicircularmente y que sirven de incomparable marco arquitectónico y escenográfico ad hoc para el Misterio. Todas las construcciones cumplen funciones específicas dentro de la representación. Los diferentes edificios y elementos arquitectónicos, de obra, que forman la plaza, son:
- El Mesón (actual Casa de Cultura municipal)
- El arco
- La iglesia de San Juan Bautista
- El edificio del Ayuntamiento de Obanos
- El crucero (en el centro de la plaza)
- La ermita de Arnotegui (este edificio no está en la plaza sino en un monte cercano, a 1,5 km en línea recta desde el crucero).

El Misterio tiene, además, otros elementos importantes para cerrar el gran escenario urbano en el que se representa pero estos no son de obra por lo que se ponen solo para las representaciones de cada año y luego se desmontan:
- Los graderíos bajo los que discurren los caminos de Somport y Roncesvalles que confluyen en el centro de la plaza. En la primera época las gradas eran propiedad del Misterio y estaban diseñadas especialmente para el lugar. En la segunda época se alquilan a empresas especializadas.
- Algunos años: Un decorado representando un pequeño castillo con una entrada (colocado entre el arco y la iglesia para tapar el vacío entre ellos permitiendo que los personajes pasen por detrás sin ser vistos). En alguna edición, en lugar de este pequeño decorado se montó ahí un pequeño tablado para que cantase la Coral de Obanos. En la primera época se puso allí algunos años una especie de gran tenderete a estilo de una barra de tasca cubierta.

### Mesón
Durante las representaciones del Misterio, el Mesón representa el Señorío de Amocáin en el momento de la muerte de Felicia. Cabe resaltar que el Mesón, como el arco, fue construido expresamente, en la década de 1960, para ser parte del escenario de la obra teatral, para lo cual se tuvo que derribar una casa. El Mesón se realizó basándose en la construcción, todavía en pie, del Señorío de Amocáin (actualmente abandonado y en ruinas). Esta réplica de fachada de sillares de piedra caliza, en Obanos, toma su nombre porque el edificio surgió desde un comienzo como mesón u hospedería, cumpliendo tal función durante la primera época del Misterio. De hecho ahí se alojaban los actores principales y los invitados que acudieron los primeros años al Misterio. Una restauración moderna (realizada por el arquitecto navarro Patxi Mangado), hizo que ahora no tenga el dignificante alero de madera que originalmente tuvo para sostener su tejado. En dicha obra de remodelación también se abrió un gran ventanal central (en lugar de tres ventanas pequeñas que había), que ahora debe ser tapado para las representaciones. Lo mismo pasa con los desaparecidos cuarteletes de todas las ventanas de la fachada.

### Arco
Entre las fachadas del Mesón y de la iglesia existe un arco ojival almenado que, con grandes puertas, cierra la salida del escenario cuando es necesario y que simboliza que el Camino de Santiago se hace uno solo tras pasar por la plaza de Obanos. El arco es el punto central del decorado arquitectónico natural que conforma la plaza. Colocados sobre él e iluminados convenientemente, tres cronistas (el monje, la dama -la Iglesia- y el guerrero), son los principales narradores del Misterio. 
El arco actual tuvo un predecesor de ladrillo encalado que pronto fue sustituido por el actual, en piedra, a tono con el mesón y la iglesia, a quienes une. El arco no ha sufrido modificaciones ni restauraciones.

### Iglesia
La fachada y los arcos del atrio de la iglesia de San Juan Bautista (neogótica, 1919), se utilizan en el Misterio para simbolizar, en diferentes momentos y entre otras cosas, un convento y la ermita de Arnotegui (durante la procesión final de arrepentimiento de Guillén). Sirve también de espacio genérico durante los instantes en los que se habla del Camino de Santiago o cuando la plaza se representa a sí misma en acciones que transcurren en el propio Obanos. En la edición de 1999 se lanzaron fuegos artificiales desde lo alto de su campanario y de su celosía central. Además, desde ese año hasta 2008 (al menos), se encienden pebeteros de fuego sobre su fachada en un momento dado de la obra.

### Ayuntamiento
Ante ellos (entre los dos bloques de gradas), está el edificio del Ayuntamiento de Obanos. En su primer piso se sitúan las mesas de control y los técnicos de luz, sonido y efectos especiales y fuegos. Debido a su situación central, en la primera época del Misterio (y también en 1993), las escaleras de acceso al Ayuntamiento servían de palco privilegiado para las autoridades e invitados ilustres (hoy en día se reservan para ellos localidades del graderío del Camino de Roncesvalles). En algunas de las representaciones de la segunda época del Misterio (las dirigidas por Javier del Cura), las escaleras del Ayuntamiento forman parte del decorado de la obra representando el palacio de Aquitania (en la escena del Ducado de Aquitania que fue añadida posteriormente al texto primigenio).

### Crucero
Está situado en el centro del escenario y forma parte de la urbanización perenne de la plaza. Está compuesto por una columna o basamento de piedra con un Cristo crucificado, de hierro forjado, en su parte superior (alcanzando una altura de unos 3,5 metros). Sirve de símbolo religioso, como encrucijada de los caminos y de lugar de asesinato de Felicia (según ediciones). Suele iluminarse y, según ediciones, ahí se coloca una pequeña fuente de agua y efectos especiales pirotécnicos.

### Ermita
La ermita de Nuestra Señora de Arnotegui (visible en el monte, a 1,5 kilómetros en línea recta, desde las gradas del Camino de Roncesvalles), también forma parte, paro de forma secundaria, de la representación del Misterio. Esto es porque como es una pieza esencial en el desenlace de la obra, se nombra varias veces y por eso se ilumina con grupos electrógenos durante cada una de las representaciones (durante el año el santuario no tiene luz eléctrica).

### Escenario a la intemperie
Su gran formato, su decorado arquitectónico y los efectos especiales del Misterio obligan a que sea representado en la Plaza de los Fueros, a la intemperie, si bien al celebrarse en verano (julio), se garantiza notablemente que haga buen tiempo. Pero al celebrarse al aire libre el inconveniente principal del Misterio es el climatológico, principalmente la lluvia (solo en ocasiones), y el fresco que hace algunas de las noches de representación. 
Para evitar el viento que habitualmente reina en Obanos (puesto que está situado en un alto), las gradas se protegen lateralmente con lonas pero quedan a la intemperie. En los días en que sorprende la lluvia (cuando las representaciones se suspenden temporal o totalmente), el público puede resguardarse en el amplio atrio de la iglesia e incluso dentro de su gran nave central hasta que la tormenta cesa.

## Sonido, música y voces
Aunque en la primera época del misterio las voces y cantos eran en vivo y en directo (con el inconveniente de la amplitud de la plaza), en la segunda época se probó un sistema de megafonía y micrófonos inalámbricos para hacer las voces en directo. Se vio que, en ocasiones, el viento de la plaza impedía una correcta audición. 
Por ello en las últimas ediciones se ha optado por representar la obra en play back (con los textos y músicas grabadas mientras los actores hacen como que hablan, desarrollando su papel con gestos). Se ha visto que, dadas las dimensiones del recinto, es la mejor opción para que el público escuche correctamente la función. De hecho algo que llama la atención del público es la calidad y claridad del sonido de la plaza durante toda la representación.
En la medida de lo posible las voces las graban previamente los propios actores que van a representar un personaje con texto, para que encaje perfectamente con su fisionomía, expresividad, etc. Si esto no es posible se utilizan grabaciones anteriores y un actor (diferente al que puso la voz), representa el papel. Para ello se busca que la voz y el actor en plaza concuerden lo más posible.
En los primeros años del Misterio actuó la Coral de Cámara de Pamplona, cantando en directo situándose bajo la torre de la iglesia, entre ésta y las gradas del Camino de Roncesvalles. También se grabó música con la Orquesta de Radio Televisión Española, en Madrid. Actualmente, además de esas grabaciones originales que todavía se usan (tras haber sido restauradas), prestan sus voces en diversos momentos los miembros de la Coral de Obanos.

## Cuadro histórico de directores y actores principales

### Primera época: creación o inicio (1965-1977)
| Edición | Año    | Fechas                | Director                      | Guillén                | Felicia            | Anciano      | San Francisco  | Lazarilla      | Ayudante dirección / Regidor                            |
| ------- | ------ | --------------------- | ----------------------------- | ---------------------- | ------------------ | ------------ | -------------- | -------------- | ------------------------------------------------------- |
| 0       | 1962   | 25 abril (1 solo día) | Santos Beguiristáin Eguílaz   | (niño)                 | (niña)             | -            | -              | -              | -                                                       |
| I       | 1965*  | 20-27 agosto          | Claudio de la Torre           | Enrique Closas         | Edda de los Ríos   | ¿?           |                |                | Joaquín Corcuera / Valentín Redín o ¿Francisco Arrarás? |
| II      | 1966   | 19/20-27/28 agosto    | Claudio de la Torre           | Enrique Closas         | Edda de los Ríos   | ¿?           |                |                |                                                         |
| III     | 1967   | 20-27 agosto          | Claudio de la Torre           | Ricardo Merino         | Mª Dolores Ostiz   | ¿?           |                |                |                                                         |
| IV      | 1968   | 20-27 agosto          | Claudio de la Torre           | Francisco Acosta       | Ángeles Macua      | ¿?           |                |                |                                                         |
| V       | 1969   | 20-27 agosto          | Claudio de la Torre           | Francisco Acosta       | Beatriz Carvajal   | ¿?           |                |                |                                                         |
| VI      | 1970   | 20-27 agosto          | Claudio de la Torre           | Francisco Acosta       | Beatriz Carvajal   | ¿?           |                |                |                                                         |
| VII     | 1971*  | 20-27 agosto          | Claudio de la Torre           | Francisco Acosta       | Beatriz Carvajal   | ¿?           |                |                |                                                         |
| VIII    | 1972   | 20-27 agosto          | Claudio de la Torre           | Ramón Corroto          | María del Puy      | ¿?           |                |                |                                                         |
| IX      | 1973   | 20-27 agosto          | Pablo Villamar                | Jesús Vega             | Mariló Muñoz       | ¿?           |                |                |                                                         |
| X       | 1974   | 20-27 agosto          | Pablo Villamar                | José Mª Casiano        | Verónica de Orueta | ¿?           |                |                |                                                         |
| XI      | 1975** | 20-27 agosto, 20:30h  | Roberto Carpio                | Ángel Martínez Arbeloa | Merche Esquíroz**  | Javier Garín | Alfonso Segura | Gema Los Arcos |                                                         |
| XII     | 1976*  |                       | Roberto Carpio                | Ángel Martínez Arbeloa | Merche Esquíroz    | ¿?           |                |                |                                                         |
| XIII    | 1977   |                       | Roberto Carpio                | Ángel Martínez Arbeloa | Merche Esquíroz    | ¿?           |                |                |                                                         |
| -       | 1978   | (suspendido)          | (previsto pero no se celebró) | -                      | -                  | -            |                |                |                                                         |

Notas:
En esta primera época la organización del Misterio corría directamente a cargo del sacerdote Santos Beguiristáin Eguílaz como promotor del mismo.
(1962)  Representación de un breve texto a modo de auto sacramental titulado «del Martirio de Santa Felicia y la Penitencia de San Guillermo», escrito por el propio Santos Beguiristáin.
* Años Santos Jacobeos o Compostelanos (aquellos en los que el 25 de julio cayó en domingo: 1965, 1971 y 1976).
** (1975) Primer año en que se rompe la tradición de que los papeles principales los realizasen actores profesionales ya que Felicia sería representada por Merche Esquíroz, natural de Obanos. Además se añaden nuevos versos de Alfonso Ventura hasta 1977.

### Segunda época: recuperación (1993-2008)

#### Recuperación (enmarcada dentro de los Festivales de Navarra)
| Edición | Año   | Fechas | Director         | Ayte. de dirección | Guillén         | Felicia         | Anciano | Presidente/a Fundación                            |
| ------- | ----- | ------ | ---------------- | ------------------ | --------------- | --------------- | ------- | ------------------------------------------------- |
| XIV     | 1993* |        | Joaquín Corcuera |                    | Javier Baigorri | Paula Jaurrieta | ¿?      | Jesús Javier Marcotegui Ros (Gobierno de Navarra) |

#### 1999-2008 (y 2012 y 2020)
| Edición | Año    | Fechas                   | Director/a                                 | Guillén          | Felicia         | Anciano        | Ayte. de dirección | Presidente/a Fundación   |
| ------- | ------ | ------------------------ | ------------------------------------------ | ---------------- | --------------- | -------------- | ------------------ | ------------------------ |
| XV      | 1999*  | 24 de julio-1 de agosto  | Iosu Garín                                 | Javier Baigorri  | Paula Jaurrieta | Manolo Monje   | Bibí Liras         | Juan Manuel Rubio Guembe |
| XVI     | 2000   |                          | Alfonso Segura López de Dicastillo         | Javier Baigorri  | Noemí Alcalá    | Manolo Monje   | Bibí Liras         | Juan Manuel Rubio Guembe |
| XVII    | 2002   | 20-27 de julio           | Alfonso Segura López de Dicastillo         | Javier Baigorri  | Noemí Alcalá    | Manolo Monje   | Bibí Liras         | Juan Manuel Rubio Guembe |
| XVIII   | 2004*  | 24-31 de julio           | Javier del Cura                            | Manuel Salamanca | Noemí Alcalá    | Félix Ansorena | Txema Villaplana   | Juan Manuel Rubio Guembe |
| XIX     | 2006   | 22-29 de julio           | Alfonso Segura López de Dicastillo         | Javier Baigorri  | Noemí Alcalá    | Jaime Malón    | Bibí Liras         | Pilar Jaurrieta Vélaz    |
| XX      | 2008   | 19-26 de julio, 22 h.    | Javier del Cura                            | Xabi Olza        | Noemí Alcalá    | Félix Ansorena | Txema Villaplana   | Pilar Jaurrieta Vélaz    |
|         | 2012** | 11, 15 y 18 agosto 20 h. | Leyre Arraiza (representado en la iglesia) |                  |                 |                |                    | Joaquín Corcuera Gil     |
|         | 2015** | ¿30 de enero?            | Leyre Arraiza (representado en la iglesia) |                  |                 |                |                    | Joaquín Corcuera Gil     |

Notas:
* Años Santos Jacobeos o Compostelanos (aquellos en los que el 25 de julio cayó en domingo: 1999 y 2004).
** Las ediciones dentro del templo parroquial fueron (2012) con motivo de la conmemoración del centenario de la construcción de la iglesia de San Juan Bautista de Obanos (inaugurada en 1912), declarado "Año Jubilar" para Obanos; y (2015) con motivo del 50 aniversario del Misterio (iniciado en 1965). 

### Tercera época: modernización (propuesta)
| Edición | Año | Fechas | Director      | Ayte. de dirección | Guillén | Felicia | Anciano | Presidente/a Fundación |
| ------- | --- | ------ | ------------- | ------------------ | ------- | ------- | ------- | ---------------------- |
| XXI     | ?   |        | (sin decidir) | -                  |         | -       | -       | ?                      |

En 2022 y 2024 hubo sendos intentos de recuperar el Misterio por parte del entonces presidente de la Fundación Misterio de Obanos, Juan Manuel Rubio Guembe, pero no fructificaron.

## Presidencia de la Fundación Misterio de Obanos (o cargo análogo)
| Periodo        | Presidente/a (o análogo)    | Ediciones organizadas                        | Cantidad |
| -------------- | --------------------------- | -------------------------------------------- | -------- |
| 1965-1977      | Santos Beguiristáin Eguílaz | Entre 1965 y 1977 (como promotor)            |          |
| 1993-1998      | Gobierno de Navarra         | 1993                                         | 1        |
| 1998-2005      | Juan Manuel Rubio Guembe    | 1999, 2000, 2002 y 2004                      | 4        |
| 2005-2008      | Pilar Jaurrieta Vélaz       | 2006 y 2008                                  | 2        |
| 2008-2015      | Joaquín Corcuera Gil        | 2012 y 2015 (representaciones en la iglesia) | 2*       |
| 2015-2020      | ¿?                          | (ninguna)                                    | 0        |
| 2020-2024      | Juan Manuel Rubio Guembe    | (ninguna)                                    | 0        |
| 2024 (ene-sep) | Arantxa Hernández Lacalle** | (ninguna)                                    | 0        |
| 2024-...       | Mikel Pagola Erviti ***     | (proyecto para 2027 y/o 2030)                |          |

* Representaciones parciales dentro de la iglesia de Obanos (por el 100 aniversario de la construcción del templo y por el 50 aniversario del inicio del Misterio, respectivamente).
** Ejerció la presidencia accidental como alcaldesa de Obanos (al ostentar el Ayuntamiento de Obanos la vicepresidencia de la Fundación Misterio de Obanos, tras el fallecimiento de Juan Manuel Rubio Guembe).
*** Electo por la Hermandad de Ermitaños de Arnotegui el 14 de septiembre de 2024, con nombramiento pendiente de aprobación por parte del Patronato de la Fundación Misterio de Obanos.